# トヨタ・DA型トラック

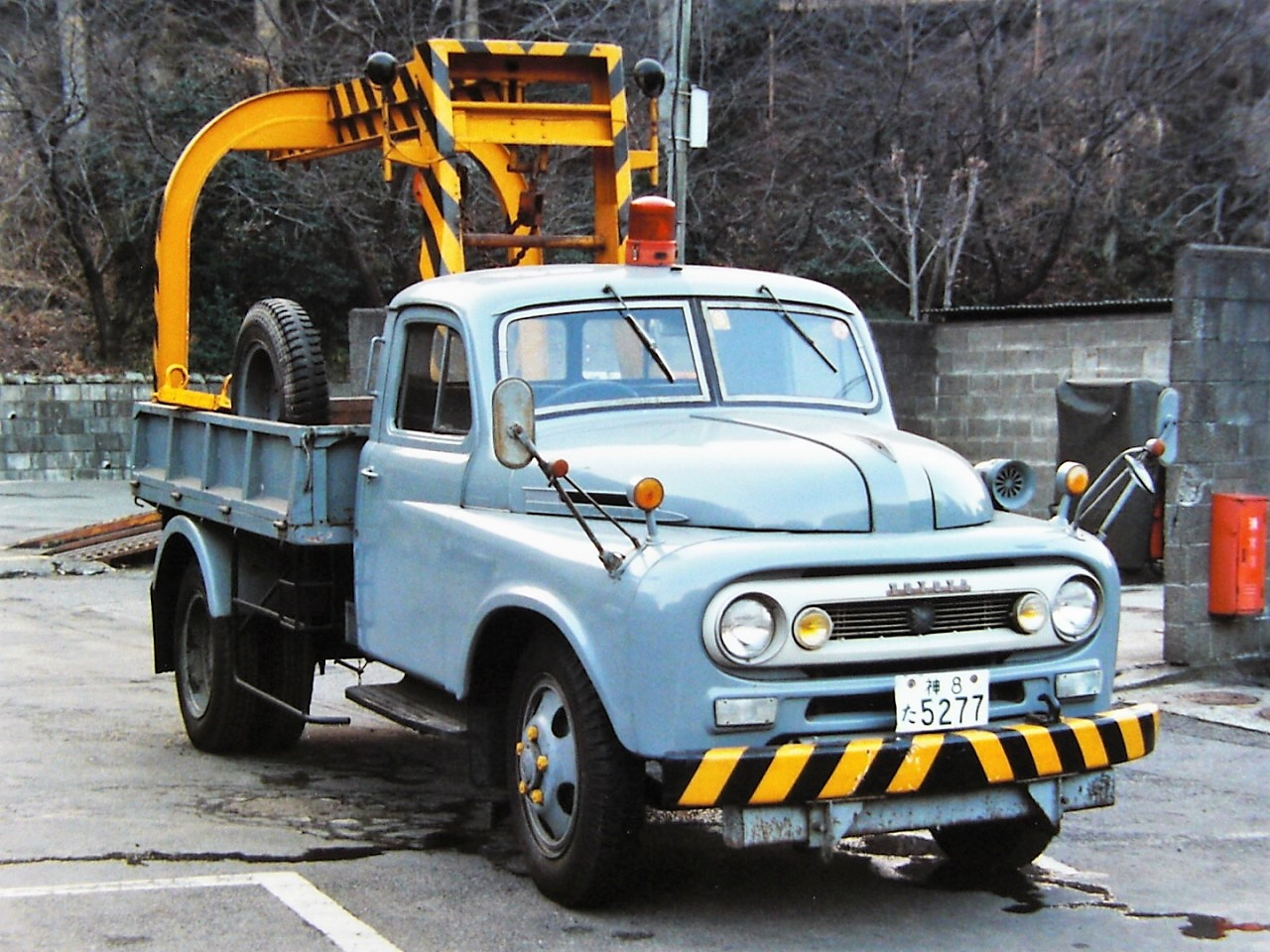
FA80 初代

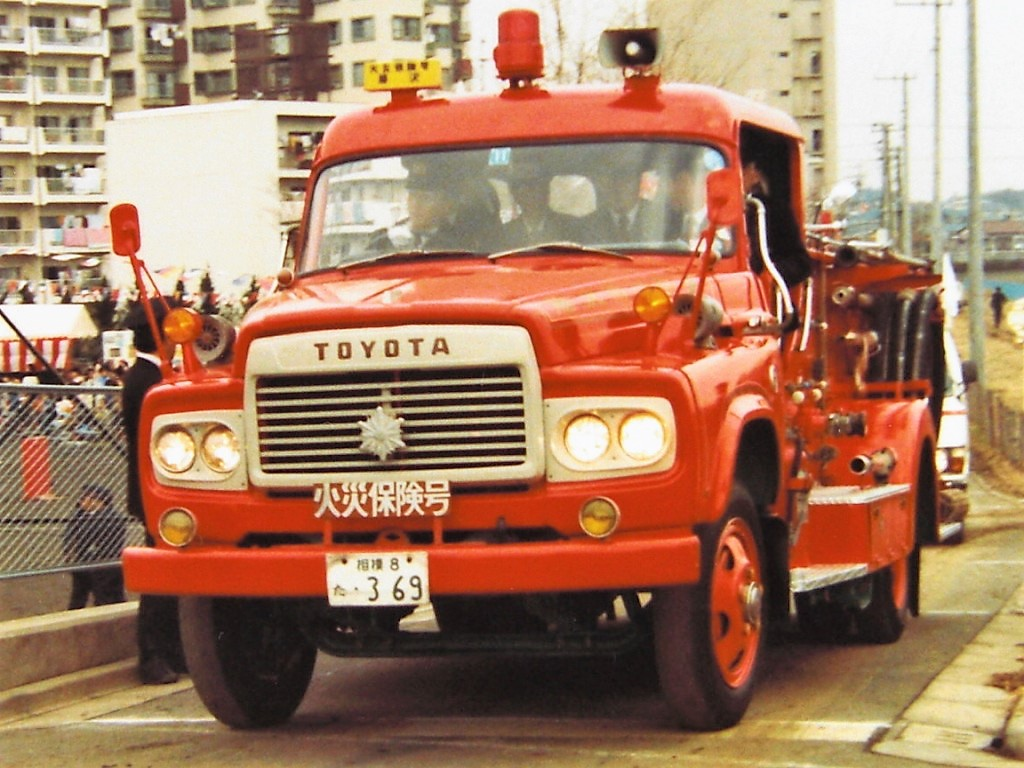
FC100 2代目

DA型トラック（DAがたトラック）は、かつてトヨタ自動車（1982年6月30日以前はトヨタ自動車工業）が製造していた中型、大型トラックである。
また、本項では便宜上、下記の車種についても述べる。
BA型トラック
BC型トラック
FA型トラック
FC型トラック
DC型トラック

## 概要

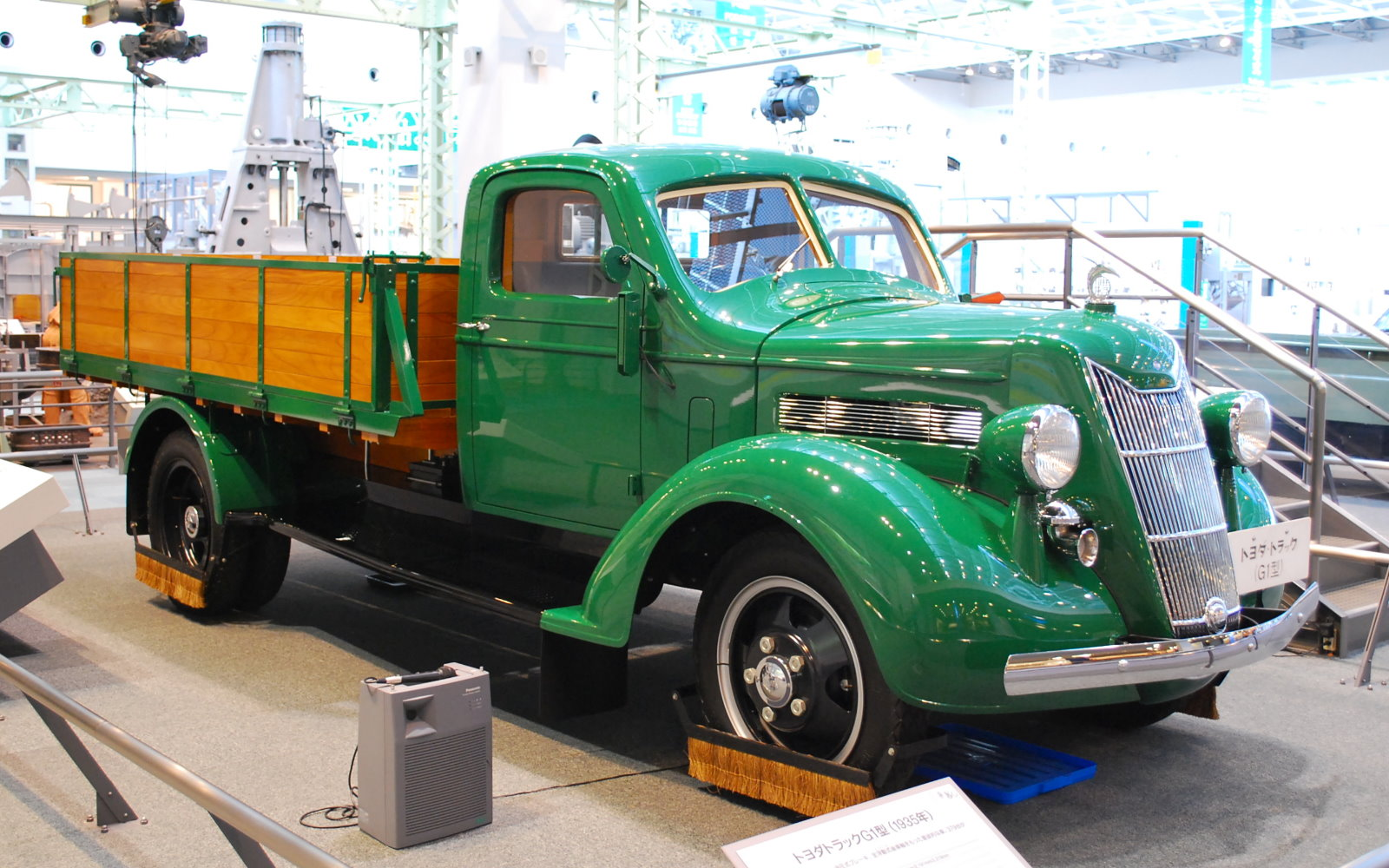
トヨダ・トラック G1型
(トヨタ博物館所蔵)

トヨタの大型トラックの歴史は古く、1935年（昭和10年）発売のトヨダ・トラック G1型まで遡る。同車はトヨダ・乗用車 AA型と並んで最初期のトヨタを支えた車種であり、その後GB型、KB型、BM型、BC型と進化を重ねてきた。そして1957年（昭和32年）には初代DA型となるDA60型を発売し、同時に専門チャンネルのトヨタディーゼル店（現・トヨタカローラ店）を全国展開するなど、大型車市場に本格参入した。
しかし、大型車市場では後発のトヨタのシェアは主要メーカーの（いすゞ・日野・ふそう・民生(現：UDトラックス)）には遠く及ばず、次第に大型車部門は縮小していった。1966年（昭和41年）の日野自動車との資本提携（後に連結子会社化）以後、段階的に大型車の生産を日野に集約し、最終的に日本国内での大型車販売からは撤退した。

## 歴史

### 初代（1954年-1963年）
- 1954年3月　それまでのBX型・FA型に代わってBA型・BC型・FA型（2代目）登場。エンジンは3900㏄のF型を搭載。
- 1954年6月　FC型登場。
- 1957年3月　新開発のD型搭載のDA60型登場。これを機にトヨタ3番目の販売チャネルのトヨタディーゼル店を新設し、大型車市場に本格参入する。なお、これ以降型式にDと付くものはD型エンジンを搭載し、Fと付くものはF型エンジンを搭載する。

### 2代目（1963年-2006年）
- 1963年10月　モデルチェンジ。4tキャブオーバーのDC80C型・FC100C型発売。簡易ベッドを装備している。
- 1964年9月　6tキャブオーバーのDA115C型、FA115C型発売。6tボンネットのDA116C、FA116C型発売。
- 1969年9月　マッシーダイナ発売に伴い、DC80型・FC80型生産終了。
- 1978年～1979年　日本国内での販売終了。
- 2006年　日本国外での販売終了。

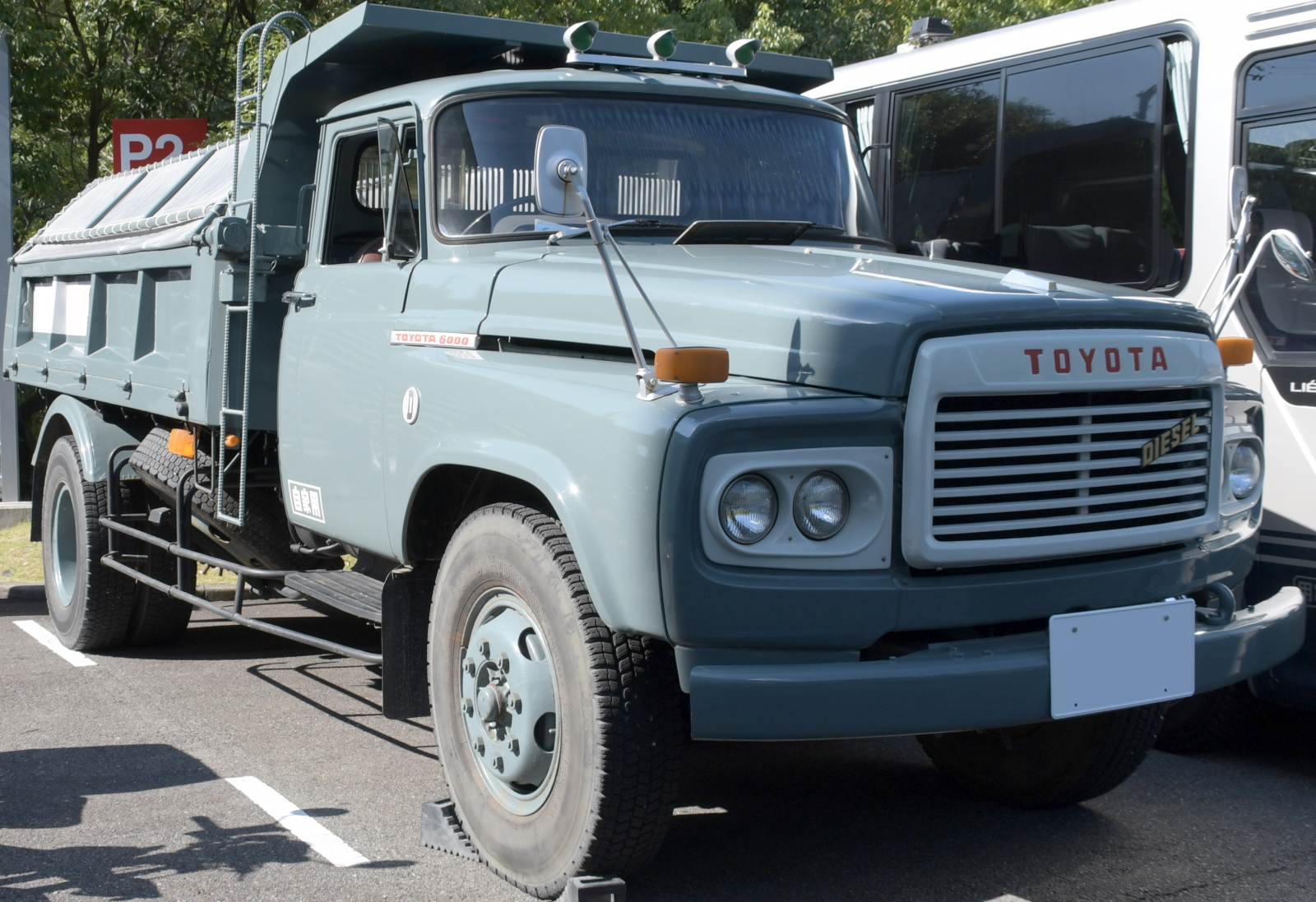
DA110D
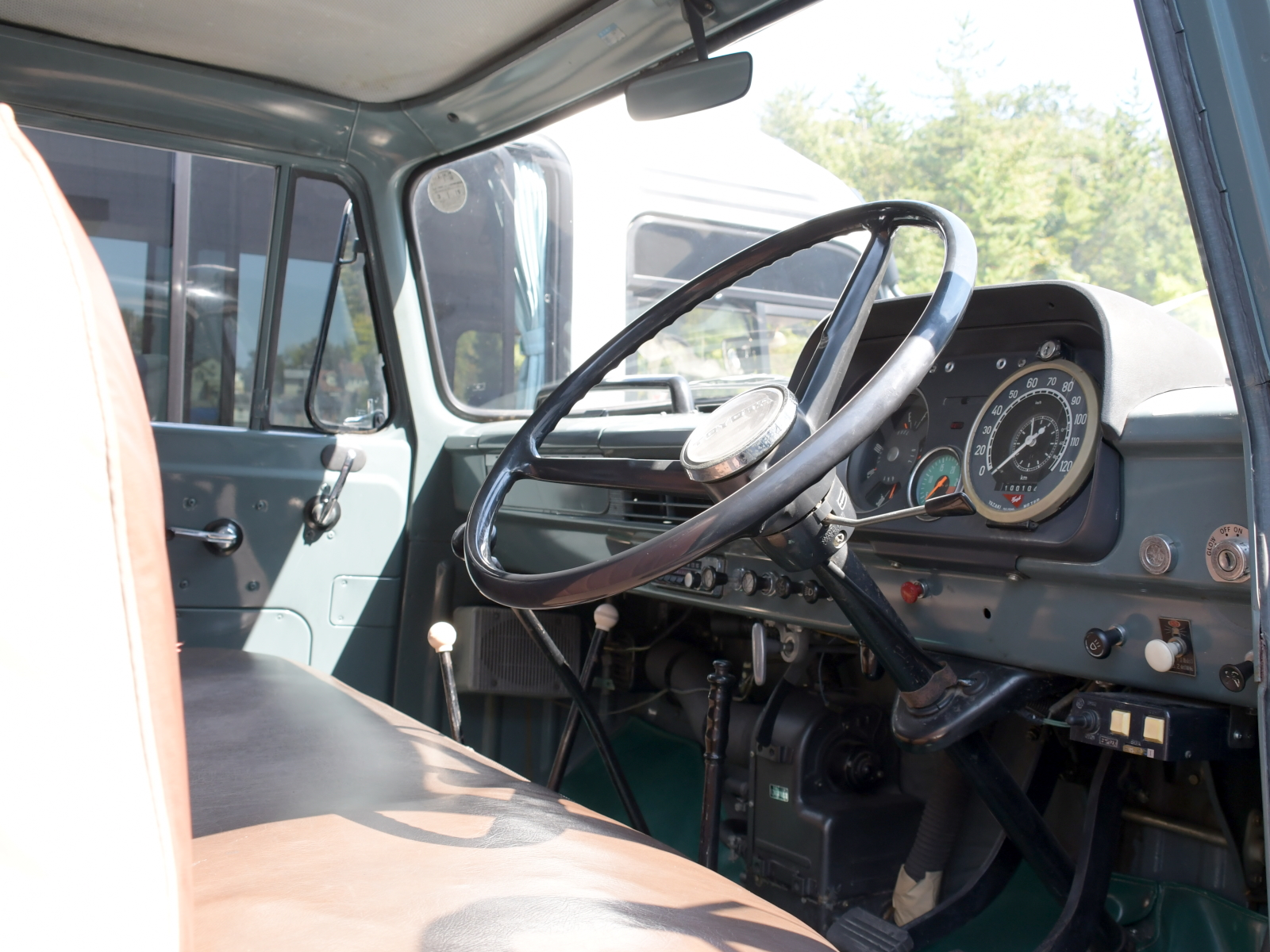
DA110D 車内
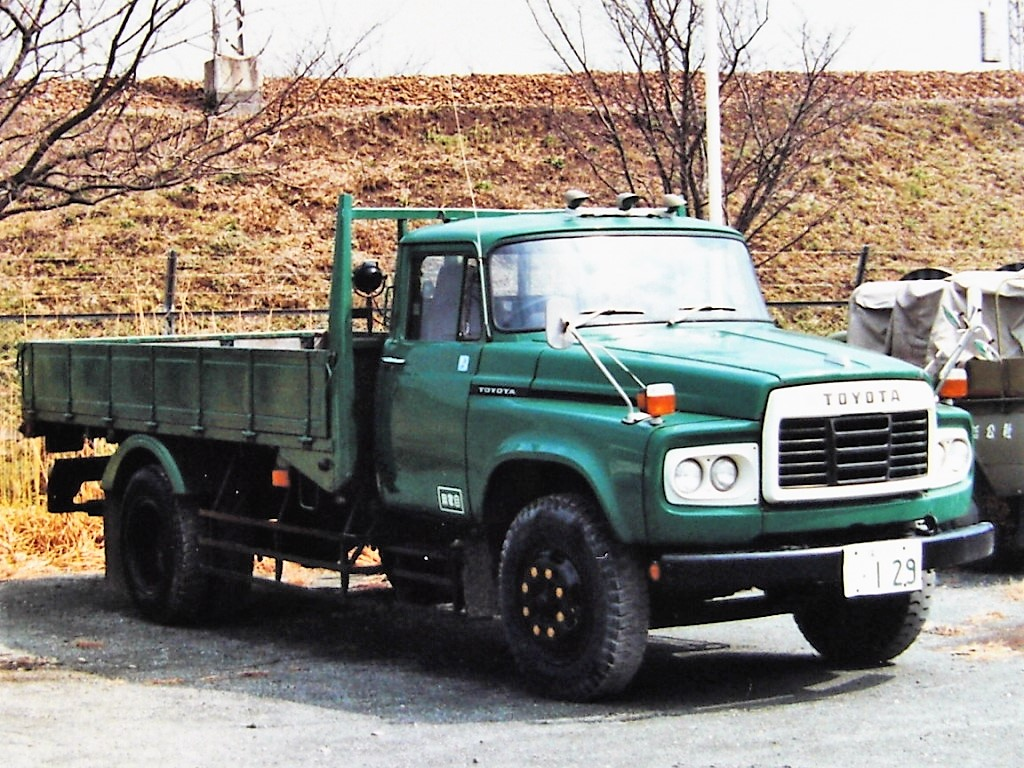
DA100 国内向け最末期型
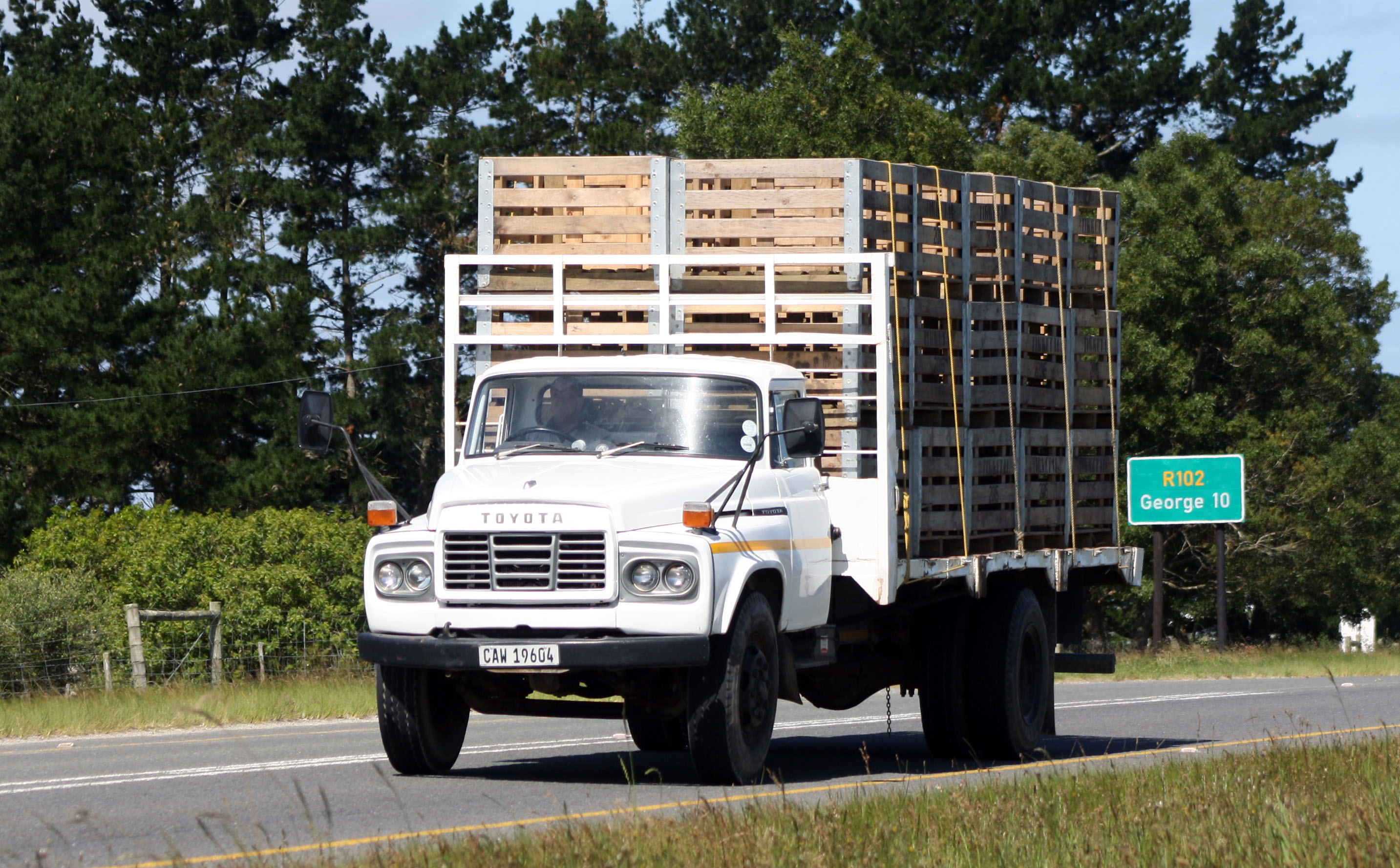
日本国外向けDA116C